# Heterostrophus
Heterostrophus è un genere di pesci ossei estinti, appartenente ai dapediiformi. Visse tra il Giurassico medio e il Giurassico superiore (Calloviano - Titoniano, circa 160 - 148 milioni di anni fa) e i suoi resti fossili sono stati ritrovati in Germania, nel famoso giacimento di Solnhofen, e in Inghilterra.

## Descrizione
Questo pesce dal corpo compatto era lungo tra i 30  e i 50 centimetri. Il corpo, alto e piatto lateralmente, ricorda molto quello del ben noto Dapedium del Giurassico inferiore; la forma del corpo era ovale, con una tozza pinna caudale lievemente biforcuta. La pinna dorsale era situata dietro la metà del corpo, ed era piuttosto allungata. Più o meno delle stesse dimensioni e della stessa forma era la pinna anale, spostata però leggermente indietro. Pesanti scaglie rivestite di ganoina, piccole e disposte in file verticali, ricoprivano tutto il corpo. Il cranio era corto e dotato di mascelle forti con denti smussati.

## Classificazione
Descritto per la prima volta da Wagner nel 1863, Heterostrophus è noto per alcuni fossili molto ben conservati rinvenuti nel famoso giacimento di Solnhofen in terreni del Titoniano; la specie tipo è Heterostrophus latus. Un'altra specie, H. phillipsi, è stata descritta nel 1928 sulla base di fossili ritrovati in Inghilterra in terreni più antichi (Calloviano). 
Le parentele di questo animale sono da ricercare in alcuni pesci dal corpo egualmente compatto e alto, come Dapedium, Sargodon e Tetragonolepis, vissuti milioni di anni prima. Heterostrophus è quindi considerato uno degli ultimi esemplari di Dapediiformes, un gruppo di pesci ossei vicini ai Ginglymodi (che comprendono gli attuali lucci - alligatore americani, dalla forma del corpo molto diversa).

## Paleobiologia
Heterostrophus doveva essere un lento nuotatore che probabilmente si cibava di alghe; era un abitante piuttosto raro della calda laguna tropicale che un tempo era la zona di Solnhofen; anche i fossili rinvenuti in Inghilterra sono stati ritrovati in sedimenti che un tempo facevano parte di un ambiente di mare calmo.